# Banys públics

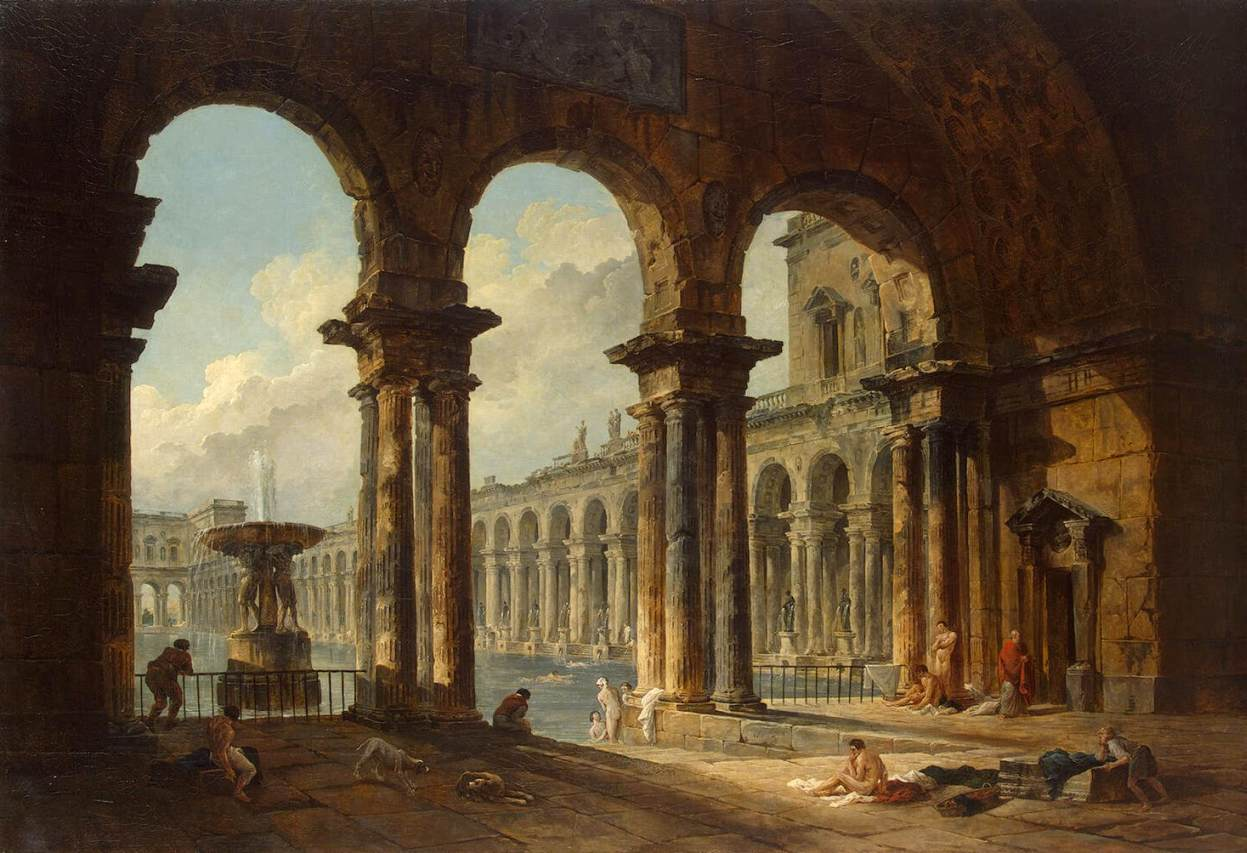
Antigues ruïnes d'un edifici emprat com banys públics, per Hurbert Robert (1798)

Els banys públics van sorgir a partir d'una necessitat higiènica comú. Sovint el terme públic pot induir a error a algunes persones, ja que normalment, sempre hi ha hagut restriccions sobre qui podia utilitzar aquesta facilitat: membres de l'elit de la cultura, exclusivament homes, només religiosos, etc. A mesura que va anar avançant la societat, els banys públics van anar desapareixent quan va ser possible disposar de banys privats, o es van anar incorporant a l'estructura social sent avui dia punts de trobada.

## Cultures i països

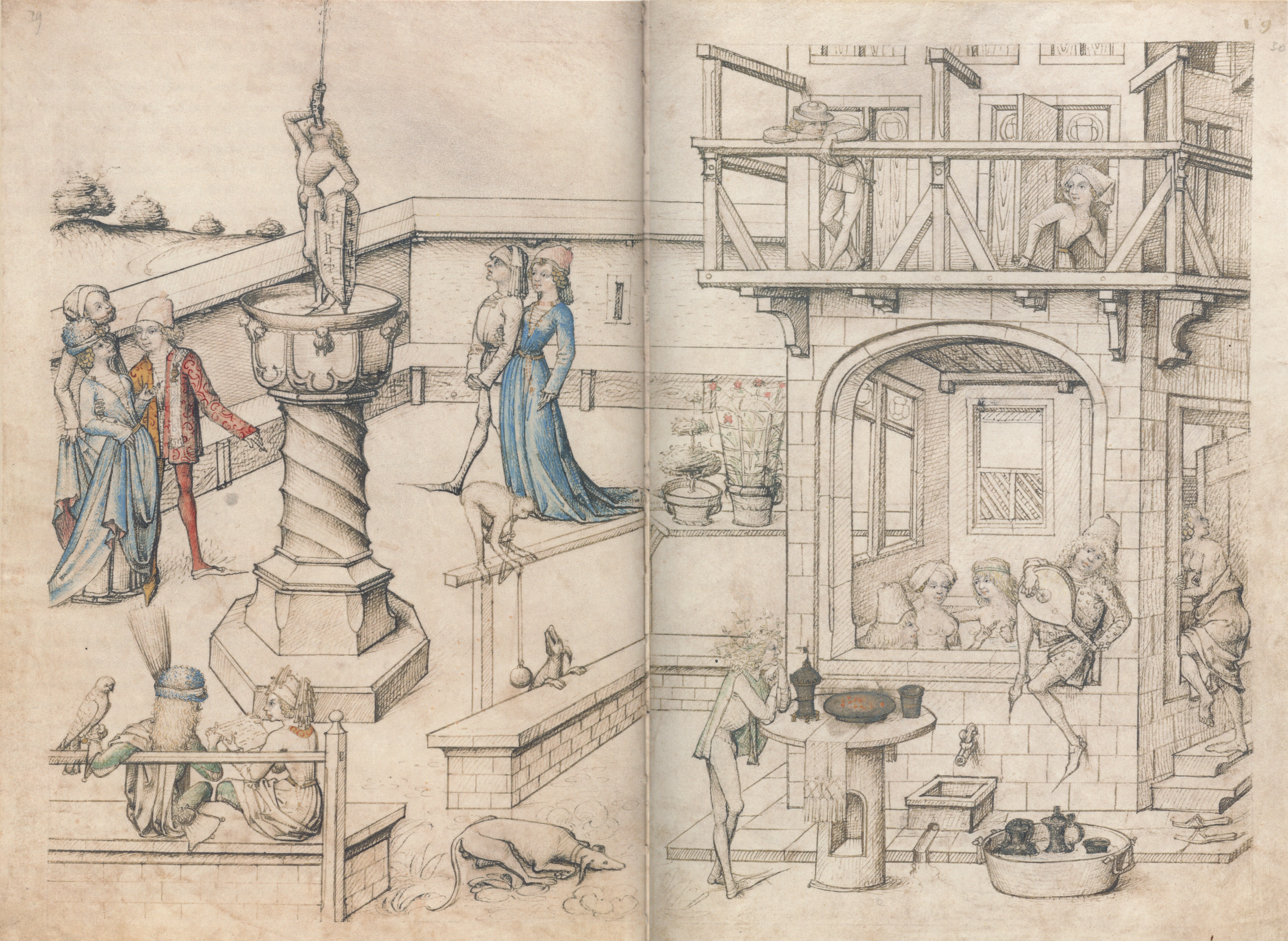
Antics banys, s. XV

### Índia
Els primers banys públics coneguts es van fundar en les ruïnes de la civilització de la cultura de la Vall de l'Indo. Segons John Keay, el "Gran Bany de Mohenjo Daro " va ser el lloc amb 'una modesta piscina municipal', plena d'escales que baixaven, cadascuna, fins a l'aigua. El conjunt es trobava dins d'un gran i majestuós edifici que s'utilitzava com a banys públics.

### Grècia
Françoise de Bonneville va escriure el següent en El llibre del Bany; "La història dels banys públics va començar a Grècia al segle xi aC", on els homes i les dones es rentaven en emplaçaments propers als llocs d'exercici físic i intel·lectual. Més tard els gimnasos van tenir banyeres interiors situades a la part superior, lleons amb les gargamelles obertes obrien el pas a les dutxes, i piscines circulars amb fileres d'esglaons per poder descansar. El bany va passar a ser un ritu, es va convertir en art - banys de sorra, banys aigua calenta, "banys de vapor" amb aire calent en una volta fosca, cascades fredes, massatges amb olis aromàtics. Les ciutats de tota l'antiga Grècia honoraven els llocs on "joves mossos s'aixecaven i tiraven aigua sobre els seus cossos."

### Roma
Les primeres termes públiques de l'any 19 aC. tenien una rotonda de 25 metres de diàmetre, envoltada d'habitacions petites, estaven situades en un parc amb un riu artificial i una piscina. Cap al 300 d. C. les Termes de Dioclecià cobrien 140.000 m², el seu granit i pòrfir albergaven 3.000 banyistes al dia. Els banys romans es van convertir en "alguna cosa a mig camí entre un centre aquàtic i un parc temàtic," amb piscines, banys calents i temperats, sales de jocs i esports, jardins per passejar, i fins i tot biblioteques públiques i teatres. Un dels banys públics més famosos és Aquae Sulis a Bath, Anglaterra. A petita escala les tenien privades les mansions dels més benestants. Al llarg de tot l'imperi romà cada poble i ciutat tenia unes termes com a mínim i a Roma, la capital, n'hi van arribar a haver 800.